# Tom Dowd
Tom Dowd (Manhattan, Nova York, 20 d'octubre de 1925 - Miami, 27 d'octubre de 2002) fou un enginyer de so i productor musical estatunidenc que treballa al llarg dels anys 50, 60, 70 i fins i tot 80 del segle xx.

## Biografia
Down va créixer tocant el piano, la tuba, el violí i el contrabaix. La seva mare era una cantant d'òpera i el seu pare era un concertino.
El juny de 1942, amb 16 anys es va graduar a l'Escola Stuyvesant de secundària. Posteriorment continuar la seva formació musical al “City College” de Nova York. Per altra banda, també tocava en una banda a la Universitat de Colúmbia de Nova York, on es va convertir en director d'orquestra. Al mateix temps, va treballar al laboratori de física de la mateixa Universitat.
Als 18 anys, Dowd va ser reclutat per l'exèrcit amb el grau de sergent. Va continuar el seu treball en física a la Universitat de Colúmbia. Va formar part del Projecte “Manhattan” que contribueix a la bomba atòmica. El propòsit del treball va ser poc clar fins a 1945. Dowd planejava obtenir una llicenciatura en física nuclear, però com que el seu treball era altament secret, la universitat no ho va reconèixer, i Dowd va decidir no continuar, ja que el currículum de la universitat no hauria estat capaç d'ampliar la seva formació física. La recerca que va dur a terme quan formava part de l'exèrcit va resultar ser més avançada que la del món acadèmic de l'època.
El 1947, Dowd va començar a treballa en un estudi de gravació de música clàssica, fins que va obtenir una plaça a Atlantic Records l'any 1949. Aviat es va convertir en un tècnic de gravació superior, gravant artistes com Ray Charles, John Coltrane, Charlie Parker, Rod Stewart, Eric Clapton, entre molts d'altres. L'any 1954, al mateix temps, va dissenyar i construir una consola de gravació estèreo de vuit pistes.
La seva carrera com a tècnic de so va des de la dècada de 1940, fins a principis del segle 21. Durant els anys 50, va treballar a “Apex Studios”. Finalment, Dowd morir el 27 d'octubre de 2002 a Florida, on havia estat vivint i treballant a “Criteria Studios” durant els últims anys. Al febrer del mateix any, mesos abans de la seva mort, va rebre un “Grammy” per la seva exitosa trajectòria.

## Les tecnologies musicals dels 60 i del 70

### Enregistraments
Durant els anys 60, els Beatles van popularitzar els enregistraments en 4 pistes, que posteriorment, a la dècada dels 70 ja podien arribar a ser de 16 o 24 pistes, i fins i tot algun cas de 32 pistes en cintes de 2' o 3'. Cal remarcar que durant els anys 70 també existia la possibilitat d'enregistrament en suport digital directament, tot i que el més conegut fou l'Alesis HD24

### Efectes emprats en les músiques
Pel que fa als efectes emprats als enregistraments, es disposava de reverbs de molles i/o paret, ús de sales de grans dimensions, etc. Gràcies a l'augment de pistes en cinta magnètica, va esdevenir possible produir altres efectes com seria l'Eco de cinta (Everybody's trying to be my baby, Beathles, 1964) Amb aquests i altres efectes, es pot considerar efectiva la utilització de l'estudi d'enregistrament com a instrument propi permetent sonoritats impensables abans.

### Suport de venda i distribució
El suport de distribució va canviar generalment durant el 1959, on els discs de 78rpm van anar desapareixent permetent l'estandardització dels discos de 45rpm. Aquests discs ja oferien una reproducció en estèreo ben definida i en alguns casos posteriors es va arribar a la quadrofonia. A banda dels discs ja esmentats, cal remarcar la invenció i popularització del ja extint suport portàtil de cinta de Cassette als voltants de 1963, cosa que va comportar la invenció del sistema Dolby per a l'eliminació d'artefactes i sorolls de reproducció. Finalment el 1976, Philips va presentar el seu nou sistema, el CD.

## Les millors produccions de Tom Dowd
La producció per excel·lència de Tom Dowd és l'àlbum Giant Steps de John Coltrane, que va ser produït l'any 1959. Giant Steps és un dels àbums de referència més importants de la història de la músca, i fou el primer àlbum de John Coltrane que va ser produït per Atlantic Records. Aquest àlbum també és un dels àlbums, o l'àlbum, de referència de la carrera de Tom Dowd com enginyer de so. La formació present en aquest àlbum està constituïda per personalitats com Tommy Flanagan (piano), Wynton Kelly (piano), Paul Chambers (contrabaix), Art Taylor (bateria), Jimmy Cobb (bateria); a part de John Coltrane, al saxo tenor.
A continuació es detalla un llistat en format top-ten d'algunes de les millors produccions de Tom Dowd dins el gènere del rock: 
10. Ramatam - Ramatam (1972) Aquest àlbum pertany al gènere del hard-rock de principis dels anys 70. Una agrupació de vida curta que tenia com integrants Mitch Mitchell, bateria de Jimi Hendrix Experience, Mike Pinera d'Iron Butterfly i la prodigiosa i precoç guitarrista April Lawton. Tom Dowd els va produir el disc d'igual nom l'any 1972.
9. Delaney & Bonnie - To Bonnie From Delaney (1970) Aquesta producció estàclassificada com a rocking blue-eyed soul. En passar-se de la discogràfica Elektra a Atlantic Records, van passar a tenir Tom Dowd com a productor del seu quart àlbum, To Bonnie From Delaney. En aquest àlbum, s'hi veu reflectida la vasta experiència de Tom Dowd enregistrant mites com Eric Clapton o Aretha Franklin.
8. Rod Stewart - Atlantic Crossing (1975) Aquest àlbum va representar un punt d'inflexió molt important en la carrera musical de Rod Stewart. Va suposar el pas estètic i musical de Stewart de Gran Bretanya a Nord- Amèrica. La bona mai la gran experiència de Tom Dowd va ser clau en la bona gestió del canvi estètic de Rod Stewart.
7. Lynyrd Skynyrd - Street Survivors (1977) Després de sofrir una gran davallada en el seu nombre de vendes de discs, van decidir deixar el seu productor, Al Kooper, i confiar la seva sort a Tom Dowd. Tot i que Dowd va aconseguir fer ressorgir el grup en el disc Gimme Back My Bullets, no va ser fins al segÃ¼ent àlbum Street Survivors on es va consolidar la seva recuperació. Tot i que prometien una gran carrera, un tràgic accident d'avió va acabar amb les seves vides.
6. Black Oak Arkansas - High on the Hog (1973) Black Oak Arkansas era un grup molt reconegut per les seves actuacions en directe i les seves gires. Per al treball de producció i enregistrament en estudi, van confiar en la vasta experiència de Tom Dowd per a l'elaboració del seu quart àlbum High on the Hog.
5. Eric Clapton - 461 Ocean Boulevard (1974) La relació professional i personal entre Eric Clapton i Tom Dowd ja venia d'enrera, concretament dels anys 60. Una vegada Clapton va aconseguir estabilitzar la seva vida, va confiar a Tom Dowd la producció del seu album 461 Ocean Boulevard, que van produir el 1974 als Miami's Criteria Studios. En aquest àlbum, Clapton elabora un seguit eclèctic de temes, que van des del blues fins al soul, i passant també per altres estils com el reggae, a través del cover del tema de Bob Marley, I Shot the Sheriff.
4. The Allman Brothers Band - Ildewild South (1970) Aquest àlbum representa la llarga i estreta relació de Tom Dowd amb el southern rock, el rock sureny. Tom Dowd va tenir un paper molt important en la producció del segon àlbum del grup fundador d'aquest gènere dins el rock, The Allman Brothers Band.
3. Cream - Disraeli Gears (1967) Aquest segon àlbum representa el màxim exponent del talent i l'expressió del talentós grup Cream. Tot i que està descrit que el responsable "oficial" de la producció del disc va ser Felix Pappalardi, qui més endavant es convertiria en baixista de Mountain; la veritat és que és àmpliament conegut que el responsable "oficiós" i molt culpable de la genialitat que representa aquest àlbum fou Tom Dowd, en el seu rol de pioner enginyer de so d'Atlantic Records.
2. The Allman Brothers Band - Live at the Fillmore East (1971) Tom Dowd no només era un formidable tècnic d'estudi, sinó que a sobre era un excel·lent tècnic de directe. Dowd va ser capaç d'enregistrar i produir d'una manera excel·lent al directe a Fillmore East d'aquesta llegendària formació, assolint deixar l'empremta representativa de tota l'energia que transmetia aquest grup en aquest directe exageradament complex i ple d'improvisacions instrumentals.
1. Derek & the Dominos - Layla and Other Assorted Love Songs (1970) Derek & the Dominos fou el pseudòrnim sota el qual Eric Clapton feia les seves actuacions durant un temps. Segurament aquest és un dels millors o el millor treball de producció de Tom Dowd, confirmant aquest personantge com un dels més grans contribuents de la història del rock. En aquest treball extraordinari, van participar-hi també personatges de la mida de Jim Gordon, Carl Radle, Bobby Whitlock, entre d'altres. Aquest àlbums conté temes que són clàssics històrics del rock com Bell Bottom Blues i Layla.
El video Tom Dowd and the language of music resumeix i il·lustra part de la seva vida, trajectòria i contribucions i conté la relació de treballs de la discografia de Tom Dowd completa..